# Thymebatis anthracina
Thymebatis anthracina är en stekelart som först beskrevs av Maximilian Spinola 1851.  Thymebatis anthracina ingår i släktet Thymebatis och familjen brokparasitsteklar. Inga underarter finns listade i Catalogue of Life.